# .htpasswd
‎.htpasswd هو ملف يستخدم لتخزين أسماء المستخدمين و كلمات المرور لعمل مصادقة بسيطة باستخدام خادم أباتشي . ويعطى الاسم ‎.htpasswd من خلال إعدادات ملف ‎إتش تي أكسيس ويمكن منحه أي اسم، ولكن الاسم الشائع له هو ‎.htpasswd .
اسم الملف يبدأ بنقطة ومعظم أنظمة التشغيل الشبيهه بيونكس تعتبر الملفات التي تبدأ بنقطة مخفية.

## وصلات خارجية
- Apache: htpasswd - Manage user files for basic authentication